# Władimir Grinin (piłkarz)
Władimir Grigorjewicz Grinin, ros. Владимир Григорьевич Гринин (ur. 10 lipca 1916 we wsi Oziory w guberni moskiewskiej, Imperium Rosyjskie, zm. ?) – rosyjski piłkarz, grający na pozycji pomocnika, trener piłkarski. Jego brat Aleksiej Grinin - również znany piłkarz i trener.

## Kariera piłkarska

### Kariera klubowa
Jako junior rozpoczął profesjonalną karierę piłkarską w zakładowej drużynie Oziory, a potem w klubie Dinama Moskwa. Po rozpoczęciu wojny niemiecko-radzieckiej został skierowany do jednostki wojskowej specjalnego przeznaczenia dla wykonania dywersji w tyłach wroga. W 1943 przeniesiony do służby w składzie 131 pułku pogranicznego NKWD ZSRR. W czasie wolnym od służby na lotnisku w Teheranie grał w piłkę nożną. Po zakończeniu II wojny światowej w 1946 zasilił skład Buriewiestnik Moskwa, w którym zakończył karierę piłkarską.

## Kariera trenerska
Po zakończeniu kariery piłkarza rozpoczął pracę szkoleniowca. W 1959 po zorganizowaniu drużyny piłkarskiej reprezentującej m.Krzywy Róg został mianowany na stanowisko starszego trenera zespołu, którym kierował do października 1959. W 1961 stał na czele Rakieta Gorki. Następnie szkolił dzieci w Futbolowej Szkole Młodzieży.